# Hermann Lomba
Hermann Lomba (Francia, 11 de octubre de 1960) es un atleta francés retirado especializado en la prueba de 4 × 100 m, en la que ha conseguido ser campeón europeo en 1994.

## Carrera deportiva
En el Campeonato Europeo de Atletismo de 1994 ganó la medalla de  en los relevos 4x100 metros, con un tiempo de 38.57 segundos, llegando a meta por delante de Ucrania (plata) e Italia (bronce).